# Ne játssz a szívemmel
Ne játssz a szívemmel: Szűcs Judith 19. nagylemeze.

## Az album dalai[1]
1. Ne játssz a szívemmel (Menyhárt János-Miklós Tibor)
2. Neked adom a dalt (Závodi Gábor)
3. Mondd el! (Menyhárt János-Miklós Tibor)
4. Valamikor a szívnek hinned kell (Bon-Bon-Török Tamás)
5. Mondd mit tegyek, hogy érezd (Menyhárt János-Miklós Tibor)
6. Vándor szerelem (Szikora Róbert-Valla Attila)
7. Titok (Bon-Bon-Török Tamás)
8. Éld velem át (Závodi Gábor)
9. Szállnék (Török Tamás-Duba Gábor)
10. Az álmok végén (Candy de Rouge-Gunther Mende-Fülöp Csaba)
11. Hogyan tudnék élni nélküled (Menyhárt János-Demjén Ferenc)
12. Titok airpaid edit by Shane 54 (Bon-Bon-Török Tamás)